# Pumpáž

Animace axiálního kompresoru

Pumpáž je odborný termín pro nenormální režim práce dynamického kompresoru, dmychadla nebo větráku, způsobený odtržením vzduchových proudnic od lopatek. Jako velký problém se vyskytuje zejména u axiálních kompresorů leteckých proudových motorů. Vyznačuje se tlakovými rázy a extrémním nárůstem teploty vzduchu v kompresoru, kteréžto mohou v krátké chvíli způsobit totální havárii motoru.

## Pumpáž jakožto cyklický děj
Dojde-li k stržení vzduchového proudu, děje se tak skokem a postižený stupeň ihned přestává vyvíjet tlak. Vzduch již nepostupuje směrem k výstupu kompresoru a jen se protáčí a mele se mezi statorem a rotorem. Při takovém turbulentním proudění se vzduch intenzivně zahřívá a jeho teplota rapidně roste. Tlak může také zpětně expandovat a způsobit tak stržení i předních stupňů kompresoru. Po chvilce tlak na výstupu klesne, proudnice skokem přilehnou k lopatkám a stupeň opět vytváří tlak, který opět vzroste nad únosnou míru a cyklus se opakuje.

## Škodlivé důsledky pumpáže

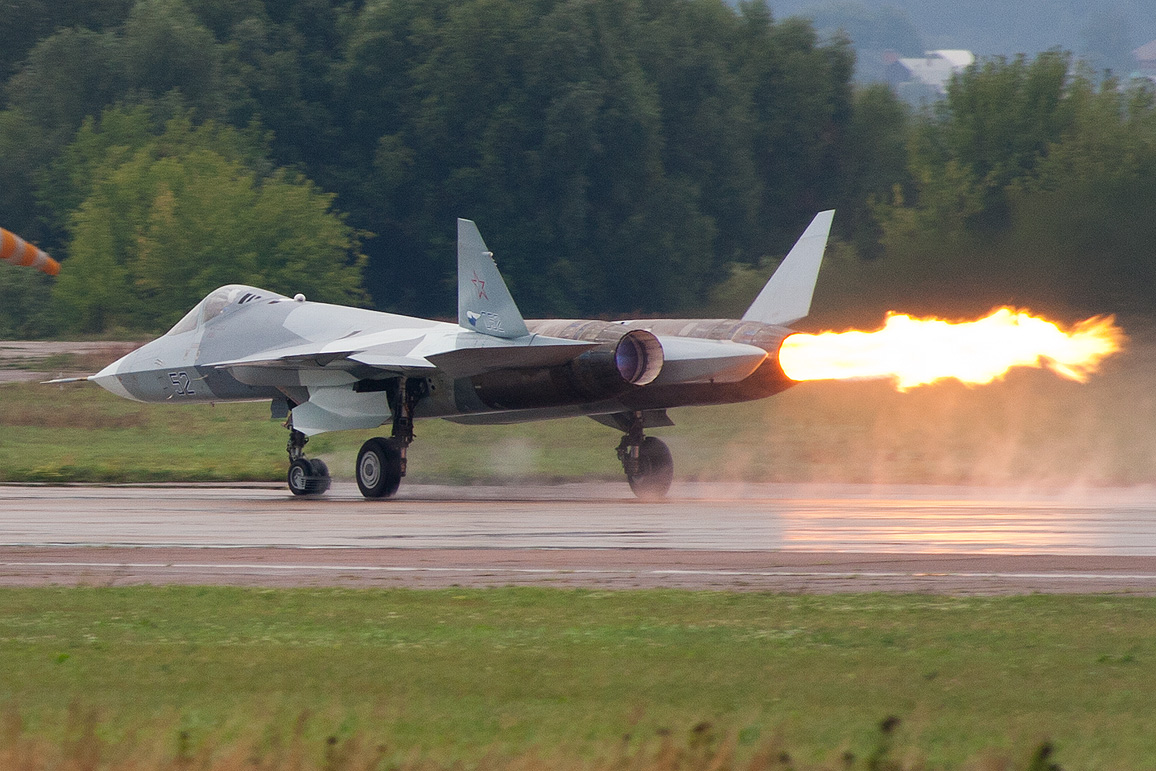
Suchoj T-50 PAK FA postižený pumpáží na MAKS 2011.

Bistabilní tlakový cyklus způsobuje silné mechanické rázy, z kompresoru dopředu prošlehuje plamen, motor kouří a z výstupu šlehá dlouhý plazivý plamen. Trvá jen několik sekund, než teplota lopatek kompresoru přesáhne hodnotu, při které materiál ztrácí tuhost i pevnost. Lopatky rotoru se trhají a radiálně odletují skrz plášť motoru. Porucha vyvážení rotoru způsobí destrukci motoru.

## Běžný jev, konstrukční opatření
K odtržení vzduchových proudnic dochází buď z důvodu přílišného zatížení konkrétního stupně kompresoru pracujícího do přílišného přetlaku na výstupu, nebo z důvodu příliš nízkého tlaku na vstupu, kdy se tomu stupni vzduchu nedostává. K takovým stavům dochází u axiálního kompresoru často, např. při akceleraci a deceleraci. Musí se s tím vypořádat automatická regulace motoru, spočívající v odpouštění tlaku na patřičných místech kompresoru odpouštěcími ventily nebo pásy, v natáčení lopatek statoru a v regulaci dodávky paliva do motoru. Tak se daří zabrzdit pumpáž v jejím počátku zvaném rotační stržení. Na pumpáž jsou méně citlivé novější konstrukce proudových motorů např. vícerotorové.

## Pumpáž v důsledku letového režimu
U proudových motorů stíhacích letounů může dojít k pumpáži také z důvodu neadekvátního tlaku v sacím potrubí, způsobeném abnormálním letovým režimem. Při vysoké dopředné rychlosti se výrazně projevuje stlačení vzduchu náporem již v sacím potrubí, což se omezuje přívěrou ve tvaru kužele, nebo šikmé desky před hrdlem sání. Vzduchu se ale nedostává při bočním skluzu, což je obrat z hlediska možného vzniku pumpáže rizikový. K omezení tohoto jevu jsou do bočních stěn sacích kanálů umístěna plandající dvířka, kudy si motor v nouzi může přisát vzduch. Při přetažení proudového letounu lze též očekávat přetažení kompresoru v důsledku velkého úhlu náběhu. Pumpáž může vyvolat i nasátí proudu horkých plynů z odpálené rakety nebo prudký poryv vzduchu.

## Pumpáž v důsledku havárie
K odtržení proudu může dojít také z důvodu mechanického poškození lopatek kompresoru v důsledku nasátí ptáka, ledu, nepořádku ze vzletové plochy. Pokroucené lopatky kompresoru pak nemají správný profil a automatická regulace již nemusí být schopna toto vykompenzovat. I v těchto případech může redukce výkonu pomoci zabránit úplné ztrátě výkonu motoru. Havárie letu 751 společnosti Scandinavian Airlines (12/1991), která se jen náhodou obešla bez lidských ztrát, je učebnicovým příkladem vzniku pumpáže v důsledku odpadnutí ledu z křídel do motorů na ocasu letadla. Zde se navíc uplatnila nedomyšlená automatická regulace motoru, která pilotům nedovolila ve vzletovém režimu redukovat výkon postiženého motoru.

## Reakce pilota na pumpáž
Jestliže dojde k pumpáži, je zřejmé, že automatika tomu již nemohla zabránit. Pilot musí okamžitě významně snížit, nebo i přerušit dodávku paliva do motoru. Jestliže byl na vině manévr a je dostatek výšky, je možné následně motor znovu spustit.

## Pumpáž a průmyslová dmychadla
K pumpáži dochází i u větráku pracujícího v nevýpočtovém režimu. Projevy nejsou tak dramatické, ale jde o hluk, energetickou účinnost a mechanickou životnost zařízení.